# 美国矿务局
美国矿务局（英語：United States Bureau of Mines，USBM），是美国政府负责进行科学研究和传播有关矿产资源开采、加工、使用和保护矿产资源的主要机构。该局于1996年被废除。

## 简介
1910年5月16日，为了处理一波灾难性的矿难，根据《组织法》（公法179），美国矿务局在内政部成立。后来该局的任务逐渐扩大到包括：
进行研究，以提高矿物和资源的开采加工的安全、健康和环境影响。
收集、分析和传播有关全国和世界上185个国家的100多种矿物商品的开采和加工的信息。
分析与矿产有关的法律和法规提案对国家利益的影响。
生产、保存、销售和分配用于政府关键行动的氦气。
美国矿务局的第一任主任是约瑟夫·奥斯丁·福尔摩斯（Joseph Austin Holmes），他是职业安全和健康的先驱。他从1910年开始任职，直到1915年去世 。
从创建之初，美国矿务局在国内和国际上都被视为矿物领域新兴科技的协调中心。自1978年参与竞争以来，矿务局赢得了35个 "研发100奖"（R&D 100 Awards），该奖项由《研发》（R&D Magazine）杂志每年颁发给当年最重要的100个研究创新。与杜邦公司、西屋电气公司、通用电气公司、日立公司、能源部和美国国家航空航天局（NASA）等竞争组织相比，矿务局的研究预算规模很小，这一成就尤其令人印象深刻。

## 美国矿务局的发展
美国矿务局最初在全国范围内为矿山进行安全状况和健康环境检查，替代了部分州的检查业务。负责检查的人员占了美国矿务局的大部分。1973年，内政部设立了一个单独的机构，即采矿执法和安全管理局（MESA），安全和健康检查的执法责任被移交给新机构。 1977年，国会通过了《联邦矿山安全和健康法》，扩大了联邦健康和安全监管的权力，并设立了一个新机构，即矿山安全和健康管理局（MSHA）。
国会在1977年通过《露天采矿控制和恢复法案》后成立了地表采矿办公室，该机构继承了美国矿务局的地表采矿活动。 能源部（DOE）也于1977年成立，接管了美国矿务局的煤炭生产力研究部门。 然而，由于其他优先事项占用预算，新成立的能源部没有为这项工作提供资金。这些重组导致了美国矿务局工作人员的减少，从1968年的约6000人减少到1970年代末的2600人。在高峰期，美国矿务局在全国有14个中心，但最终减少到在丹佛、匹兹堡、明尼阿波利斯和斯波坎的四个 "采矿研究中心"。

## 美国矿务局的废除

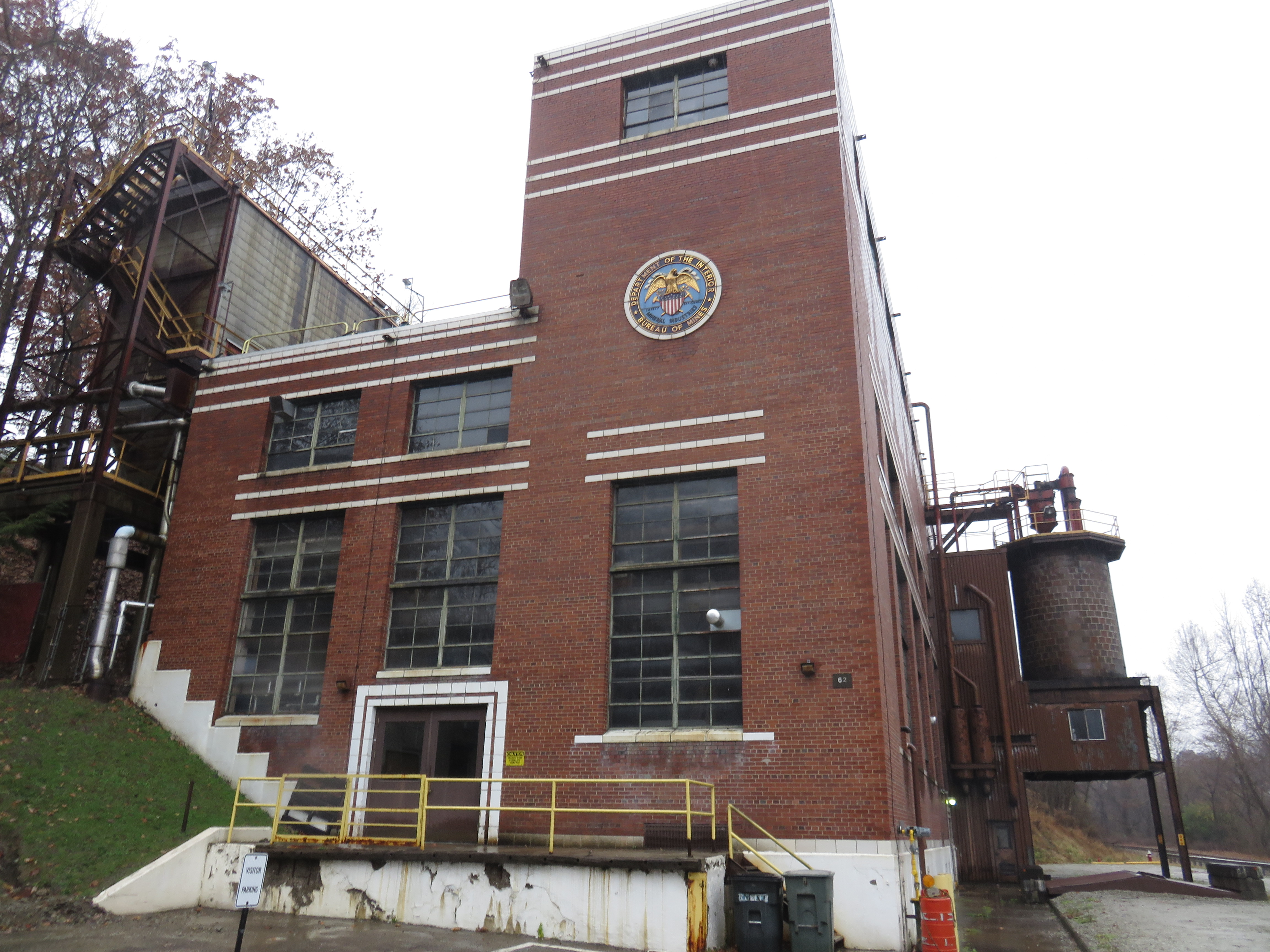
2018年，位于匹兹堡附近的布鲁塞顿研究中心（Bruceton Research Center）的建筑，在关闭后很久还展示着矿务局的印章

"我们在离开时知道，这个机构令人骄傲的成就确实对我们现在享有的生活质量产生了影响，而且它们将继续这样做，直到21世纪。" — 美国矿务局局长 Rhea Graham
1995年9月，国会投票决定关闭矿务局，并将某些职能移交给其他联邦机构。随着美国矿务局的关闭，其1995年的项目停止了近1亿美元，或66%，并解雇了约1000名雇员。某些特定的健康、安全和材料项目被转移到能源部，某些矿物信息活动转移到美国地质调查局和土地管理局。矿务局的采矿地图档案被转移到国家矿山地图库（NMMR），这是地面采矿办公室（OSM）的一部分。矿务局的关闭，以及随之而来的职能转移和雇员裁员工作于1996年3月基本完成。
该局的矿产信息职能在1996年初被移交给美国地质调查局（USGS）。《矿物工业调查》、《矿物商品摘要》和《矿物年鉴》继续出版。该局的技术报告由技术报告档案和图像图书馆存档。
匹兹堡和斯波坎研究中心的健康和安全研究计划被临时指派给能源部（公法104-99）。在1997财政年度，它被永久地转移到国家职业安全和健康研究所（NIOSH）（公法104-134）。NIOSH是卫生和人类服务部内疾病控制和预防中心的一部分。1996年10月11日，共有413名相当于全职的雇员被调到NIOSH：匹兹堡336人，斯波坎77人。在NIOSH总部办公室设立了一个负责采矿的副主任职位。在NIOSH下，匹兹堡和斯波坎研究 "中心 "被重新命名为匹兹堡研究实验室和斯波坎研究实验室。这两个实验室目前都隶属于NIOSH的矿山安全与健康研究办公室。